# Anna Swanwick
Pour les articles homonymes, voir Swanwick.
Anna Swanwick, née à Liverpool le 23 juin 1813, et morte le 2 novembre 1899 à Royal Tunbridge Wells, est une autrice, philanthrope et une féministe anglaise. Elle traduit notamment des oeuvres de Goethes, Schiller et Eschyles en anglais. En parallèle, elle s'engage en faveur de l'émancipation et l'éducation des femmes, en œuvrant à l'ouverture aux femmes de programmes universitaires en Angleterre.

## Biographie
Anna Swanwick est la plus jeune fille de Hannah Hilditch et John Swanwick. La famille Swanwick descend du Phillip Henry, clerc non-conformiste du XVIIe siècle. Après avoir reçu une partie de son éducation à la maison et dans des pensionnats en Angleterre, elle part pour Berlin en 1839, où elle étudie l'allemand, le grec et l'hébreu.
En 1843, elle retourne à Londres où elle étudie les mathématiques et publie son premier recueil de traduction d'œuvres dramatiques allemandes la même année : Selections from the Dramas of Goethe and Schiller, comportant une traduction anglaise d'Iphigénie en Tauride et Torquato Tasso de Goethe, ainsi que de La Pucelle d'Orléans de Schiller. En 1850, elle publie un autre volume de traductions de Goethe, ajoutant Egmont et la première partie de Faust aux deux pièces déjà traduites dans son volume précédent. Sa traduction de l'ouvre complète sera publiée en 1865, dans un volume illustré par le peintre allemand Moritz Reitzch.
Vers 1850, le Baron Bunsen lui suggère de s'essayer à la traduction du grec. Elle publie en 1865 une traduction de l'Orestie en vers blanc, suivie en 1873 d'une traduction des œuvres complètes d'Eschyles, accompagnées d'illustrations de John Flaxman.
En parallèle de son travail de traductrice, Anna Swanwick publie des écrits en son nom propre comme Books, our best Friends or our deadliest Foes (1886), An Utopian Dream and how it may be realised (1888), Poets, the Interpreters of their Age (1892), ou encore Evolution and the Religion of the Future (1894).
Engagée pour l'éducation des femmes, elle participe à la fondation du Girton College de Cambridge et Somerville College de Oxford, ainsi qu'à l'ouverture aux femmes de cours du King's College de Londres. Elle fait également partie du conseil d'administration du Queen's College et du Bedford College de Londres, duquel elle occupe brièvement le poste de présidente, dans une optique d'ouverture de l'éducation supérieure aux femmes. Elle signe également en 1867 la pétition adressée au parlement britannique de John Stuart Mill en faveur du droit de vote des femmes.